# Сюткін Валерій Міладович
Вале́рій Міла́дович Сю́ткін (рос. Сюткин Валерий Миладович; *22 березня 1958, Москва) — російський співак, сольний виконавець. Колишній соліст гурту «Браво».

## Життєпис
Народився 22 березня 1958 року в Москві, в родині викладача з Перми, Мілада Сюткіна, та москвички Броніслави Бржезідської. У шкільні роки почав цікавитися музикою, згодом грав у шкільних ансамблях і аматорських групах як бас-гітарист чи барабанщик. Одного разу потрібно було терміново замінити хворого вокаліста. Після цього Валерій став ще й співаком.

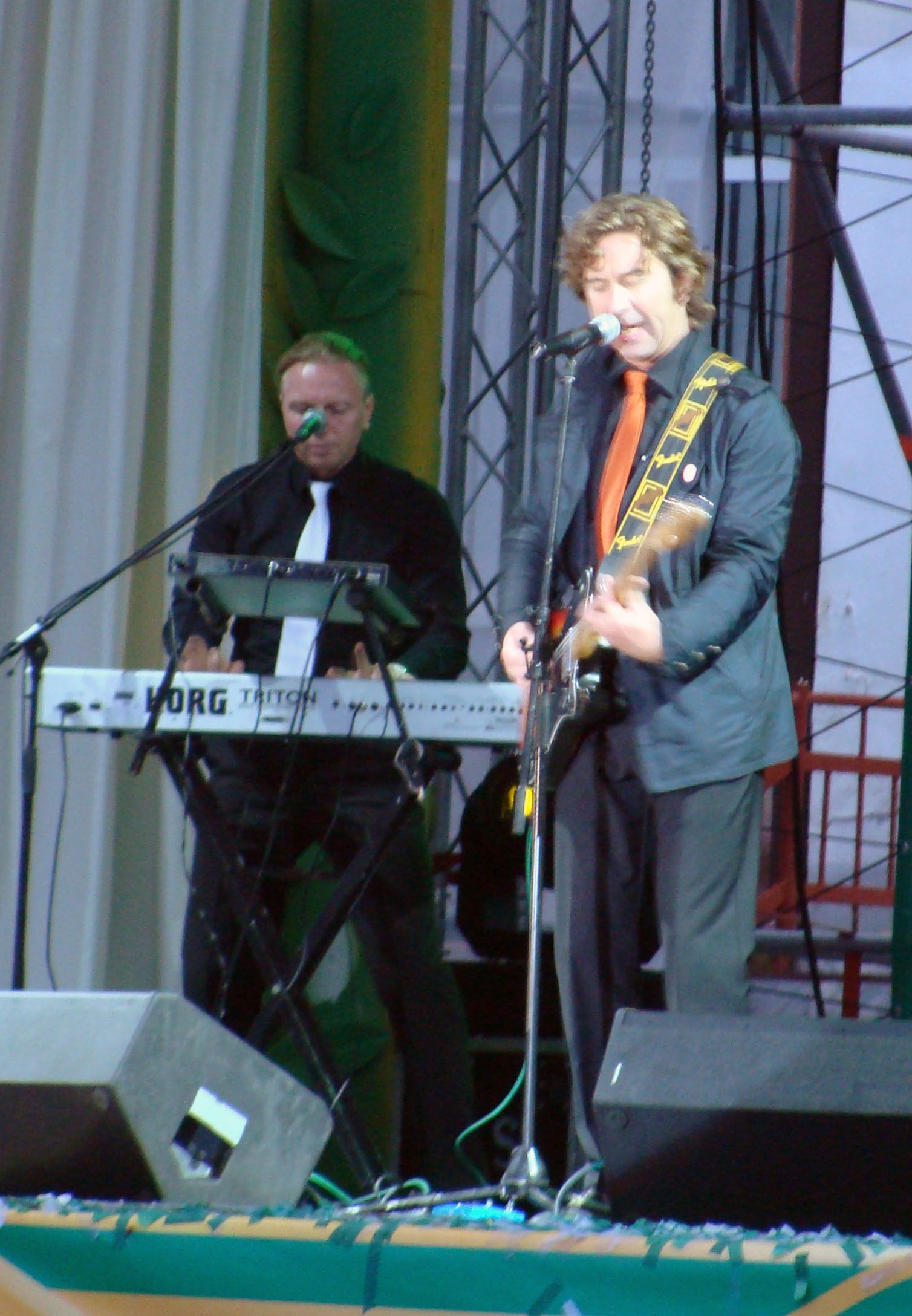

1975 року закінчив середню школу, мав середню та вищу освіту, 1976 рокупочав службу в армії СРСР, де виступав у військовому ансамблі.
З 1980 року виступає у складі групи «Телефон», яка за два роки перетворилася з аматорської на професійну і з 1982 року успішно гастролювала по країні.
1984 переходить до групи «Зодчі», де як соліст виступав до 1988 року.
1985 випускає сольний магнітоальбом під назвою «Твіст-каскад».
З 1988 по 1990 рік він був солістом групи «Фен-о-мен». Разом з «Фен-о-меном» Сюткін випускає альбом «Ікра зерниста».
Влітку 1990 отримує запрошення від Євгенія Хавтана бути солістом та компаньйоном гурту «Браво». Саме цей період у житті став найбільш успішним. Як соліст гурту «Браво» він записав такі відносно відомі пісні як «Вася», «Московський біт», «Дорога до хмар», «Я те, що треба» та ін.
З 1995 року починає виступати сольно разом зі створеним ним гуртом «Сюткін і Ко». У тому ж 1995 році пісня «Сім тисяч над землею» з альбому «Те, що треба», стає шлягером року.
Пізніше був телеведучим у програмах «Два роялі», «Знову шлягер», був учасником проектів «Старі пісні про головне» та «Зірки на льоду», де виступав у парі з Іриною Лобачовою.
У 2008 році було присвоєно звання «Заслуженого артиста Росії».

## Громадянська позиція
2014 року в інтерв'ю Сюткін заявив, що початок тимчасової окупації Криму Росією «є відновленням історичної справедливості».
У 2016 році був внесений до бази «Миротворець» за свідоме порушення державного кордону України з метою проникнення в окупований Росією Крим.
27 квітня 2020 в Палаці Україна було заплановано концерт Сюткіна, але, з огляду на підтримку дій Путіна, СБУ заборонила йому в'їзд до України.

## Особисте життя
Був тричі одружений. Від першого шлюбу він має доньку, а від другого шлюбу — сина. У 1992 році він познайомився із дівчиною на ім'я Віола, з якою згодом одружився. Від цього шлюбу Валерій має доньку Віолу.

## Альбоми

### «Браво»
- «Стиляги из Москвы»
- «Московский БИТ»
- «Дорога в облака»

### «Сюткин и К°»
- «То, что надо» (1995)
- «Радио ночных дорог» (1996)
- «Далеко не всё…» (1998)
- «004» (2000)
- «Целуйтесь медленно» (2012)